# Гарсия Эспалето, Мануэль
Мануэль Гарсия и Гарсия Эспалето (исп. Manuel García Hispaleto; 1836, Севилья — 1898, Мадрид, Испания) — испанский живописец, реставратор, педагог.

## Биография
Родился в Андалусии в семье с художественными традициями. Добавил к своему имени прозвище Hispaleto, что означает гражданин Севильи. Брат художника Рафаэля Гарсия Эспалето.
Образование получил в Академии изящных искусств в Севилье, где его сокурсником был Валериано Домингес Беккер, и Королевской академии изящных искусств Сан-Фернандо в Мадриде. Благодаря покровителю искусств Игнасио Муньос де Баэна в 1863 году получил стипендию для продолжения обучения в Риме. Вернулся в Мадрид в 1866 г.
Получил медаль cum laude и ряд наград Национальной выставки изобразительных искусств в Мадриде. В 1874 году участвовал в выставке в Platería Martínez вместе с другими выдающимися художниками. Выставлялся на выставках Ассоциации акварелистов. В 1883 году — на Мюнхенской выставке изобразительных искусств.
Был одним из основателей Мадридского общества акварелистов и регулярно выставлялся на ежегодных выставках этого общества. Работал профессором в Школе искусств и ремесел в Мадриде и реставратором музея Прадо.
Художник-реалист. Специализировался в создании портретов, а также исторической и литературной иллюстрации, костюмированной живописи.

## Галерея

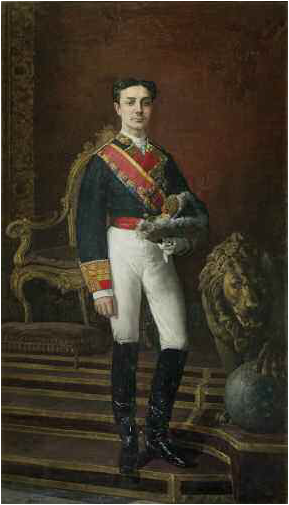
Портрет короля Испании Альфонсо XII Умиротворителя, 1875
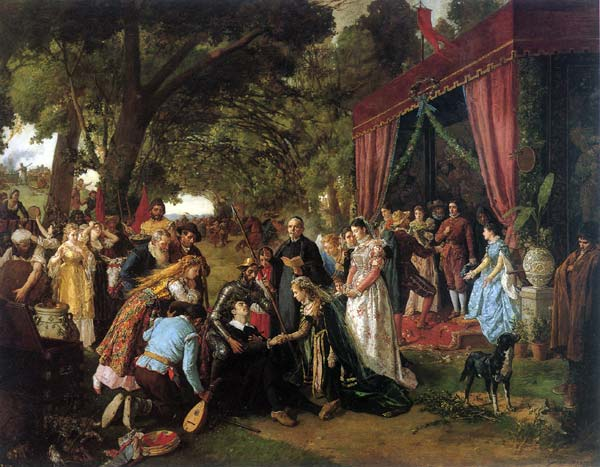
Casamiento Basilio Quiteria, вторая половина XIX века
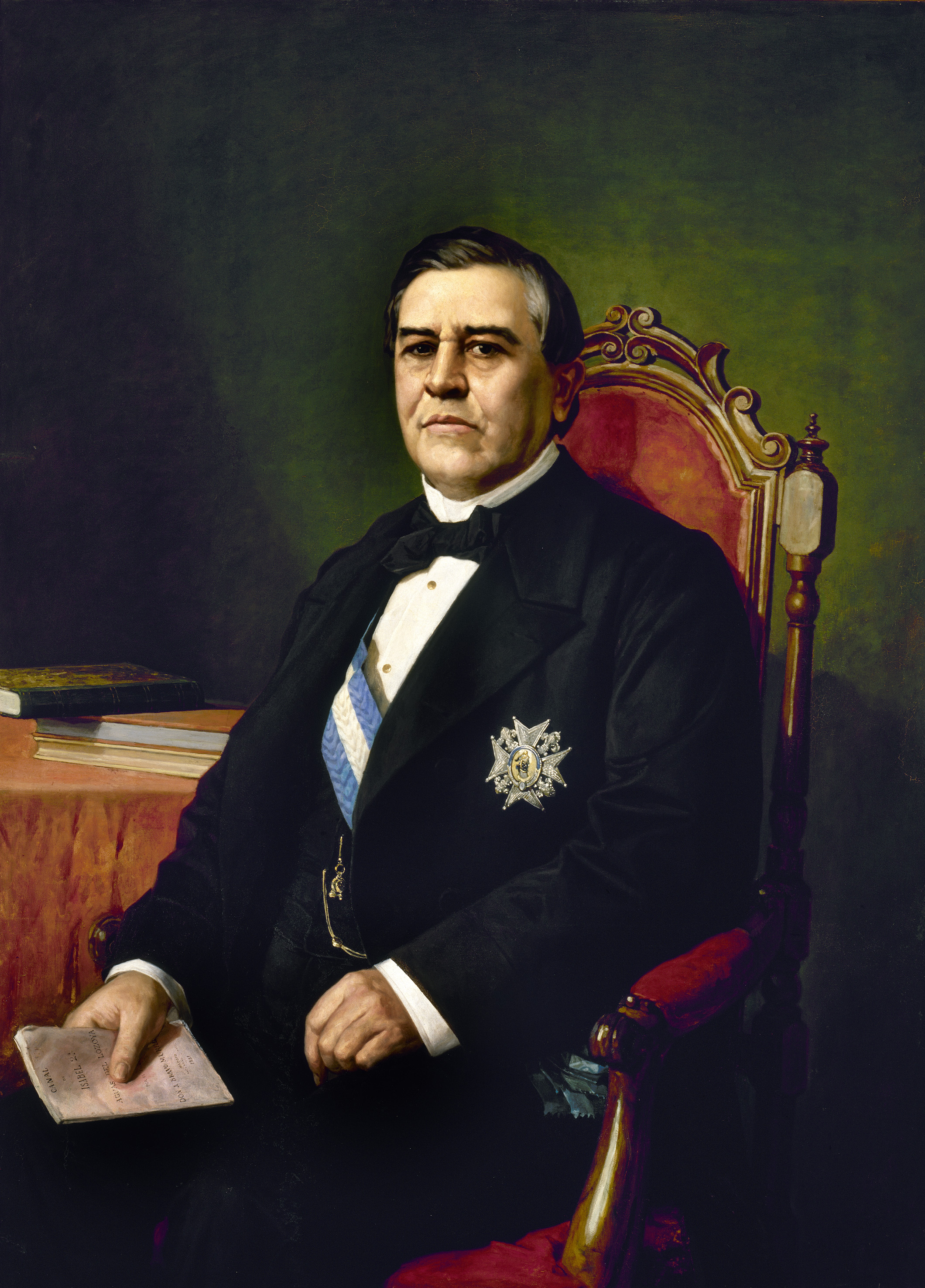
Портрет Хуана Браво Мурильо, 1877
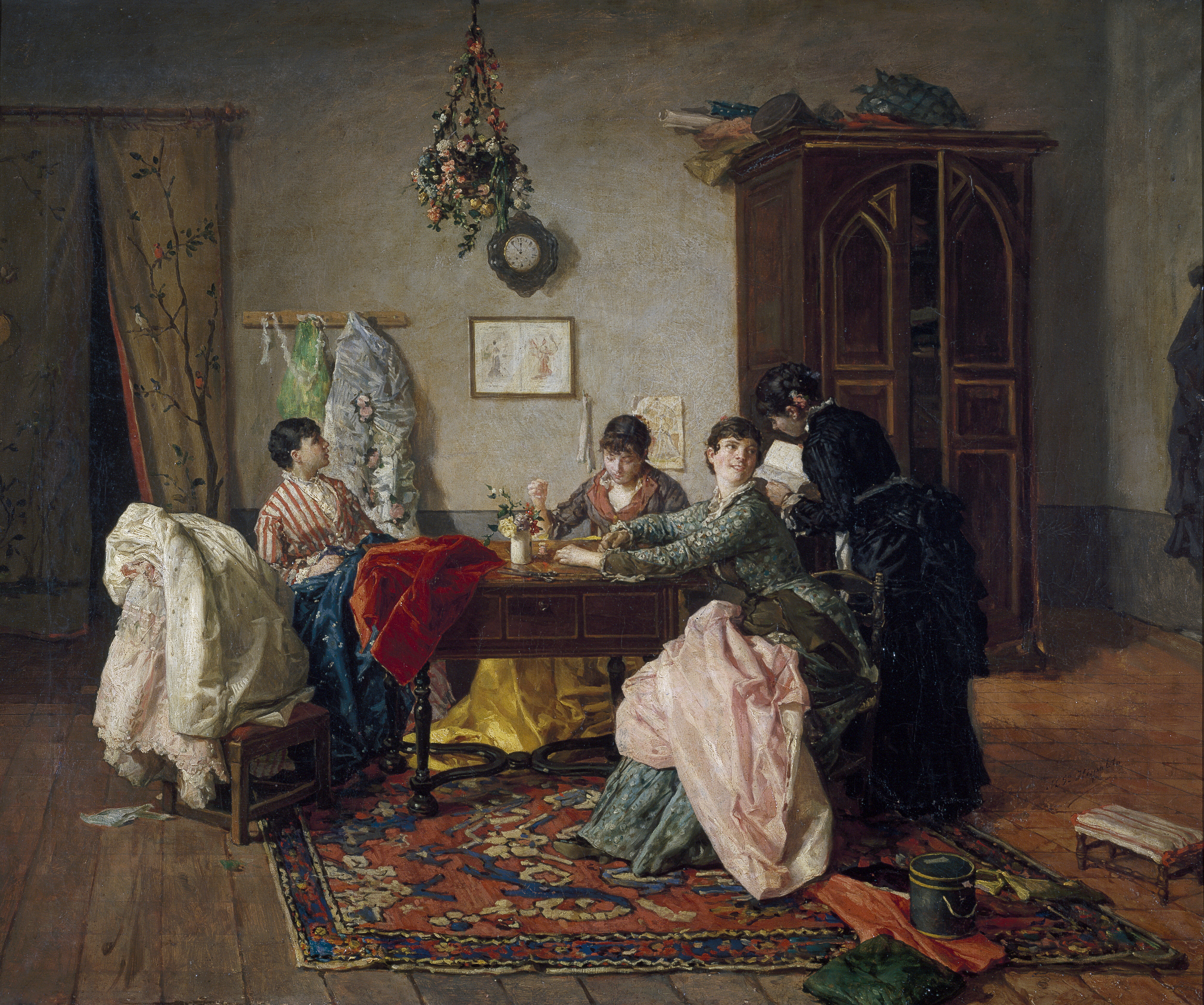
Салон модисток, 1878
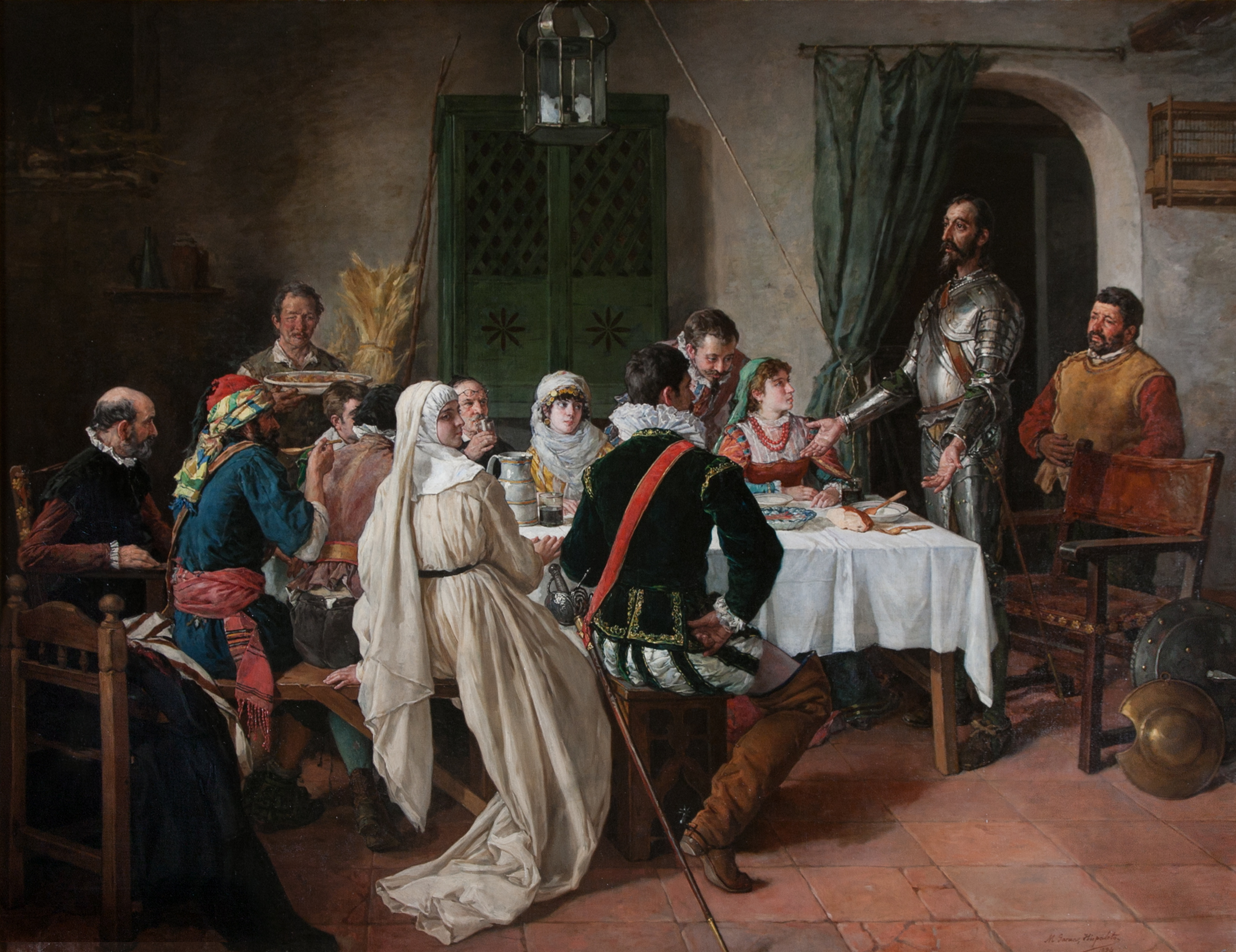
Дискуссия Дон Кихота, 1884
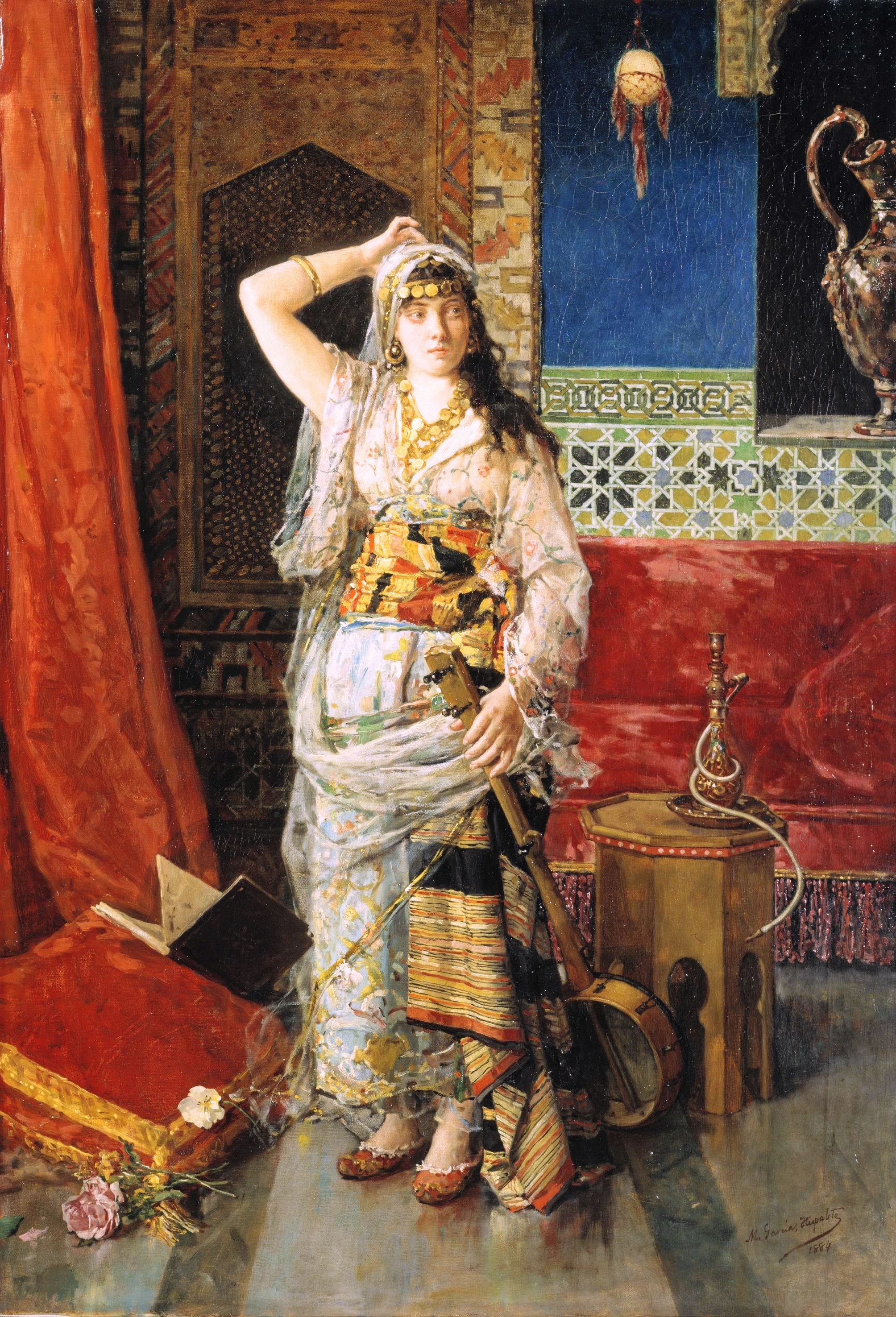
Мавританка, 1884 Музей Прадо

## Награды
- Крест Марии Виктории (1871)
- Орден Карлоса III (1871)